# Хуауей
„Хуауей Дзишу Юсян Гунси“ (на китайски: 华为技术有限公司, [xʷáːwə́i tɕìːʂʷùː jə̌uɕæ̀nkʷūŋsz̩̄ː]; на английски: Huawei Technologies Co. Ltd.), или просто „Хуауей“, е китайска международна корпорация, най-големият производител на комуникационна техника в света, с най-голяма продажба на мобилни смартфони в света (2020). Базирана е в Шънджън, Китай.
Основана е през 1987 г. от Жън Джънфей – бивш инженер от Народно-освободителната армия на Китай. Първоначално фокусирана върху производството на телефонни комутатори, „Хуауей“ разширява своя бизнес, като включва изграждане на телекомуникационни мрежи, предоставяне на оперативни и консултантски услуги и оборудване на предприятия във и извън Китай и производство на комуникационни устройства за потребителския пазар. Към декември 2019 г. „Хуауей“ има над 194 000 служители.
Компанията доставя своите продукти и услуги в повече от 170 страни. „Хуауей“ изпреварва Ericsson през 2012 г. като най-големия производител на телекомуникационно оборудване в света, и изпреварва Apple през 2018 г. като втория по големина производител на смартфони в света, след Samsung Electronics, въпреки ограниченията на търговията със САЩ. През декември 2019 г. „Хуауей“ съобщава, че годишните ѝ приходи са се увеличили до 121 млрд. и 720 млн. щатски долара през 2019 г., а общият собствен капитал е 42 млрд. и 316 млн. щатски долара.
През юли 2020 г. „Хуауей“ надминава Samsung и Apple, като за първи път се превръща във водещата марка за мобилни смартфони в света, главно поради спада в глобалните продажби на Samsung през второто тримесечие на 2020 г. поради въздействието на пандемията COVID-19.

## Продукти и услуги
Продуктите и услугите на „Хуауей“ включват: смартфони, таблетни компютри, операционни системи, мобилни и фиксирани широколентови мрежи, мултимедийна технология, „умни“ телевизори, донгъли, мобилна операционна система EMUI, консултантски и управлявани услуги.

### Потребителскаелектроника
- Мобилни устройства: смартфони (включително тези под марката Honor) и таблети; за тях се разработва и ОС Harmony (Hongmeng OS).
- Мрежови услуги: AppGallery магазин за приложения, който достигна 266 милиона потребители месечно през 2018 г. AppGallery има 560 000 регистрирани разработчици.[17]

### Телекомуникационно оборудване
- Оборудване за безжични мрежи (LTE / HSDPA / W-CDMA / EDGE / GPRS / GSM, CDMA2000 1xEV-DO / CDMA2000 1X, TD-SCDMA)
- Основно мрежово оборудване (IMS, Mobile Softswitch, NGN)
- Мрежови устройства (FTTx, xDSL, оптични устройства, маршрутизатори (рутери), мрежови комутатори)
- Приложения и хардуер (IN, мобилни услуги за данни, BOSS)
- терминали (UMTS / CDMA)

### Свръхшироколентови устройства
На 21 септември 2010 г. „Хуауей“ демонстрира в Хонг Конг опитен образец (прототип) на цифрова абонатна линия от 700 Mbyt/s (xDSL, HDSL), който постига скорост на пренасяне от 100 Mbyt/s, което е по-подходящо за предоставяне на „свръхшироколентови“ услуги – подобно решение може да позволи на телекомуникационните оператори да изграждат рентабилни мрежи с широка честотна лента.
5G технологии

На 16 март 2019 г. стана известно, че компанията, използваща технология 5G, скоро ще разработи онлайн версия на най-големия дворцов комплекс в света – Забранения град в Пекин.

### Мобилни комуникации
През 2015 г. „Хуауей“ става третият по големина производител на смартфони в света. През второто тримесечие на 2018 г. „Хуауей“ надминава Apple и става вторият по големина производител на смартфони в света.
През март 2019 г. компанията представи първите си интелигентни очила, създадени в партньорство с корейската модна марка Gentle Monster. Те ще имат вградени високоговорители, микрофон, антена и батерия.
На 30 април 2019 г. международната аналитична компания IDC публикува статистика за глобалните продажби на смартфони (брой продадени устройства) за първото тримесечие на 2019 г. Huawei измества Apple и се изкачва на второ място по продажби в този сегмент, заемайки 19,1% от световния пазар на смартфони. Samsung все още е на първо място с 23,1%, Apple с 11,7% – на трето. В абсолютно изражение продажбите на „Хуауей“ през първото тримесечие на 2019 г. са се увеличили с 50,3% в сравнение с първото тримесечие на 2018 г. – от 39,3 милиона на 59,1 милиона. По същото време продажбите на лидера (Samsung) спадат с 8,1% (от 78,2 на 71,9 милиона броя), докато продажбите на Apple спадат с почти една трета – 30,2% (от 52,2 на 36,4 милиона броя).
През юли 2019 г. компанията представя първия смартфон с 5G свързаност. Моделът на смартфона е наречен HUAWEI Mate 20 X.
На 9 август 2019 г. „Хуауей“ представя собствена операционна система Harmony OS.

#### Процесори Kirin
На изложението за електроника и домакински уреди IFA през август 2017 г. Huawei представи системата с 1 чип Kirin 970 (технология 10 nm), която разполага с устройство за „изкуствен интелект“ (AI). През ноември 2017 г. GizChina определи Kirin 970 за най-мощния процесор по отношение на скоростта на предаване на данни. Предназначен е за смартфони от висок клас – от 2019 г. с него се произвеждат Huawei P30 и Huawei P30 Pro.
На 19 юли 2018 г. „Хуауей“ представя мобилния процесор Kirin 710, произведен по 12-нанометрова технология. Системата съдържа осем изчислителни ядра: 4 ядра ARM Cortex-A73 с тактова честота до 2,2 GHz и 4 ядра ARM Cortex-A53 с честота до 1,7 GHz; интегрираният ARM Mali-G51 MP4 контролер (видеокарта) действа като графичен ускорител. Предназначен е за смартфони от среден клас – от 2019 г. с него се произвежда Huawei P30 Lite и др.
Kirin A1 е решение за носима електроника: безжични слушалки и интелигентни часовници.
Kirin 985, с вграден модем 5G (2020) е подобен на Kirin 820, тъй като има само едно основно ядро, плюс три големи и четири малки ядра. Насочен е към евтини водещи смартфони. Предвиден е да бъде в основата на Honor 30 вместо Kirin 990 5G и в Huawei Nova 7. Изпреварва редица процесори Qualcomm, но по някаква причина не достига Kirin 980 от преди почти две години. В същото време той съвсем естествено превъзхожда Kirin 820 5G – друг процесор на „Хуауей“ с интегриран 5G модем, но създаден не за флагмани, а за смартфони от среден клас. Модемът в Kirin 985 консумира един път и половина по-малко енергия от Qualcomm – Snapdragon X55, като същевременно осигурява 40% по-бързо приемане на данни и 75% по-бърза скорост на качване.
Kirin 990 e най-новият процесор на „Хуауей“ до април 2020 г., в две конфигурации 4G и 5G. В мрежите от пето поколение той може да достигне скорост на изтегляне до 1277 Mb/s и скорост на качване до 173 Mb/s. Ядрата са: 2 основни, 2 големи и 4 малки. Разработен е за смартфони от най-висок клас.
И трите чипа (820, 985 и 990) използват едни и същи ядра на процесора – Cortex-A76 и A55.
| Видове       | Kirin 710        | Kirin 820         | Kirin 985         | Kirin 990 4G      | Kirin 990 5G      |
| ------------ | ---------------- | ----------------- | ----------------- | ----------------- | ----------------- |
| Основни ядра | 1 x A73, 2,2 GHz | 1 x A76, 2,36 GHz | 1 x A76, 2,58 GHz | 2 x A76, 2,86 GHz | 2 x A76, 2,86 GHz |
| Големи ядра  | 3 x A73, 2,2 GHz | 3 x A76, 2,22 GHz | 3 x A76, 2,40 GHz | 2 x A76, 2,09 GHz | 2 x A76, 2,36 GHz |
| Малки ядра   | 4 x A53, 1,7 GHz | 4 x A55, 1,84 GHz | 4 x A55, 1,84 GHz | 4 x A55, 1,86 GHz | 4 x A55, 1,95 GHz |

Следващата технология е NPU, която се използва проектираните от „Хуауей“ ядра Da Vinci. Kirin 985 ще има двуядрен NPU, удвоявайки своите AI изчислителни ресурси в сравнение с чипа 820. По-високите тактови честоти на процесора може да намекват за по-нов технологичен процес – 7 nm + EUV, точно като Kirin 990 5G. Чиповете 820 и 990 4G са произведени по по-стария процес 7 nm DUV.
Тестът за производителност AnTuTu показва следните резултати:
- Kirin 990 – над 397 500 бала
- Kirin 980 – над 386 000 бала
- Kirin 820 5G – 375 300 бала
- Kirin 810 – 305 500 бала

Общи функционални възможности на процесорите Kirin (включващи едноядрен, многоядрен и графики), сравнени като относителен дял от тези на най-мощния от тях до април 2020 г. Kirin 990:
- Kirin 990 – 100%
- Kirin 980 – 81%
- Kirin 810 – 65%
- Kirin 970 – 54%
- Kirin 710 – 35%
- Kirin 659 – 21%

Следващият етап е процесорът Kirin 1020, който към 2020 г. е в процес на разработка и изграждане от TSMC по най-новия 5-nm процес, използващ Cortex и все още не е обявен от „Хуауей“.

## Основни показатели за дейността
В началото на 2012 г. в компанията работят над 110 000 души, през 2017 г. вече 180 000 служители, а в края на 2019 г. „Хуауей“ има над 194 000 души.
Общо през 2010 г. компанията е имала 8 регионални офиса и около 100 клона по целия свят. Huawei има 20 центъра за научноизследователска и развойна дейност в различни страни, включително Китай, САЩ, Германия, Турция, Индия (Бангалор), Швеция (Стокхолм) и Русия (Москва). Компанията е създала съвместни иновационни центрове с такива големи световни телекомуникационни оператори като Vodafone Group, British Telecom Group, TIM, France Télécom, Telefónica, Deutsche Telekom.
През 2006 г. компанията демонстрира растеж в сегмента на мрежи от ново поколение, включително 3G мрежи.
„Хуауей“ ежегодно инвестира в научноизследователска и развойна дейност най-малко 10% от обема на сключените договори (1,26 млрд. щ.д.), като остава едно от водещите (13-о място) предприятия сред компаниите по света по брой подадени заявки за патент – 26 800.
- Приходи през 2007 г. – 12,5 млрд. щ.д. (увеличение от 48% в сравнение с 2006 г.). Повечето от договорите през 2007 г. – около 72% – „Хуауей“ сключва на чужди или международни пазари. В мобилния сегмент 45% от всички нови договори на Huawei са за създаване на инфраструктура UMTS / HSDPA и 44,8% за изграждане на CDMA мрежи. Клиентите на Huawei включват 35 от 50-те най-големи телекомуникационни оператора в света. През 2007 г. Huawei подписва 34 договора за управлявани услуги, включително договор с Vodafone, China Mobile, Etisalat и MNT Group.[37]
- Приходи през 2008 г. – 23,3 млрд. щ.д. (увеличение с 46%), нетна печалба – 1,15 млрд. щ.д. През 2008 г. маржът на оперативната печалба на Huawei се е увеличил от 3 на 13%[38].
- Приходи през 2009 г. – 21,5 млрд. щ.д. (намаление от 7,7%)[39]. Нетната печалба на компанията в сравнение с предходната година се е увеличила 2,3 пъти и възлиза на 2,7 млрд. щ.д. Приходи от продажби – 21,8 милиарда (нарастване с 19%). Марж на нетна печалба – 12,2%[40].
- Оборотът през 2012 г. възлиза на 46,5 милиарда щатски долара, като броят на служителите е 170 хиляди души.
- През 2016 г. приходите на компанията достигат 75 103 000 000 щатски долара, оперативна печалба – 6,842 млрд., нетна печалба – 5,335 млрд. щ.д. и 139 милиона продадени смартфона.
- През 2017 г. приходите на компанията са 92 милиарда щатски долара, увеличението на оборота е 15%, продадени са 153 милиона смартфона.[41]
- През 2018 г. приходите на компанията достигат 107 млрд. щ.д., печалба – 8,8 млрд. щ.д., продадени са над 200 млн. смартфона.[42]
- През 2019 г. приходите на компанията достигат 122 млрд. и 972 млн. щатски долара, а печалбата е 11 145 880 000 щатски долара.